# Nova Ophiuchi 1919
La V849 Ophiuchi o Nova Ophiuchi 1919 fue el nombre que los astrónomos le dieron a la nova aparecida en la constelación de Ofiuco en el año 1919. Esta alcanzó un brillo máximo de magnitud 7.4.
Coordenadas
Ascensión recta: 18h 11m 43.9s 
Declinación: +11° 35' 41